# Santiago Peña
Santiago Peña Palacios (Asunción, 16 novembre 1978) è un politico ed economista paraguaiano, Presidente del Paraguay dal 15 agosto 2023, dopo la vittoria alle elezioni presidenziali.
Affiliato al Partito Colorado, è stato membro del Consiglio di amministrazione Direttori della Banca Centrale del Paraguay e Ministro delle Finanze tra il 2015 e il 2017. In precedenza si era candidato alle primarie presidenziali del Partido Colorado nel 2018, dove ha perso contro Mario Abdo Benítez, eletto presidente nelle elezioni generali del 2018. Peña è stato membro del Partito Liberale Radicale Autentico tra il 1996 e il 2016, quando è entrato a far parte del Partido Colorado.
Oltre alla sua carriera politica, Peña ha fatto parte dei consigli di amministrazione della Banca centrale del Paraguay e del Banco Amambay. Ha anche insegnato economia all'Università Cattolica di Asunción, e ha pubblicato articoli di ricerca sulla politica monetaria e la finanza.

## Biografia
È nato il 16 novembre 1978, nella capitale paraguaiana di Asunción, da una famiglia composta da José María Peña Nieto e Ana María Palacios, quest'ultima argentina originaria di Buenos Aires.
Si è laureato in Economia presso l'Università Cattolica Nuestra Señora de la Asunció, e ha poi Ha conseguito un master in Pubblica Amministrazione presso la Columbia University (Stati Uniti).

## Carriera professionale
È stato funzionario della Banca Centrale dal 2000 al 2009, lavorando presso il Dipartimento di Studi Monetari e Finanziari della Direzione Studi Monetari e presso il Dipartimento delle Operazioni di Mercato Aperto (DOMA). Si è poi trasferito al Fondo monetario internazionale a Washington DC, Stati Uniti, dove ha prestato servizio nel Dipartimento africano. È stato analista presso il Fondo per lo sviluppo industriale, ha lavorato presso il Fondo monetario internazionale e fino alla sua nomina a ministro ha ricoperto la carica di membro del Consiglio di amministrazione della Banca Centrale del Paraguay (BCP).
Ha inoltre insegnato come professore a contratto di Teoria finanziaria presso l'Università Cattolica di Asunción (2004) e come professore ordinario di Teoria economica presso la stessa Università (2005); Ha pubblicato lavori di ricerca nei settori della politica monetaria e della finanza. A partire dal 2017, invitato dal professore ecuadoriano Roberto Izurieta, partecipa come visiting professor alla Graduate School of Political Management della George Washington University , dove condivide la sua esperienza nella pubblica amministrazione paraguaiana e consiglia la tesi di Geovanny Vicente Romero, editorialista della CNN e professore alla Columbia University
Dopo la sconfitta alle elezioni interne del Partito Colorado del 2017, è tornato nel settore economico diventando membro del consiglio di amministrazione del Banco Amambay nel marzo 2018, che fa parte della holding Grupo Cartes, di proprietà del presidente del Colorado Party. Colorado Party e l'ex presidente del Paraguay Horacio Cartes, sotto il quale Peña è stato ministro delle Finanze.

## Opinioni politiche
Al momento delle elezioni del 2023, Peña era considerato un politico conservatore che si opponeva alla legalizzazione dell'aborto e del matrimonio tra persone dello stesso sesso. Nel maggio 2017, tuttavia, Peña si era dichiarato favorevole al matrimonio tra persone dello stesso sesso, pur dicendosi, riguardo all'aborto, che era disponibile affinché "fosse discusso in un ambiente sincero e senza pregiudizi".  Ha cambiato posizione poco dopo in seguito alle critiche dei settori conservatori. Durante la sua campagna del 2023, ha promesso di creare 500.000 posti di lavoro. Ha anche escluso l'aumento delle tasse; questo è stato criticato da The Guardian: ha scritto che il Paraguay "ha uno stato sottofinanziato e il carico fiscale più basso del Sud America, il che avvantaggia notevolmente i più ricchi della società".

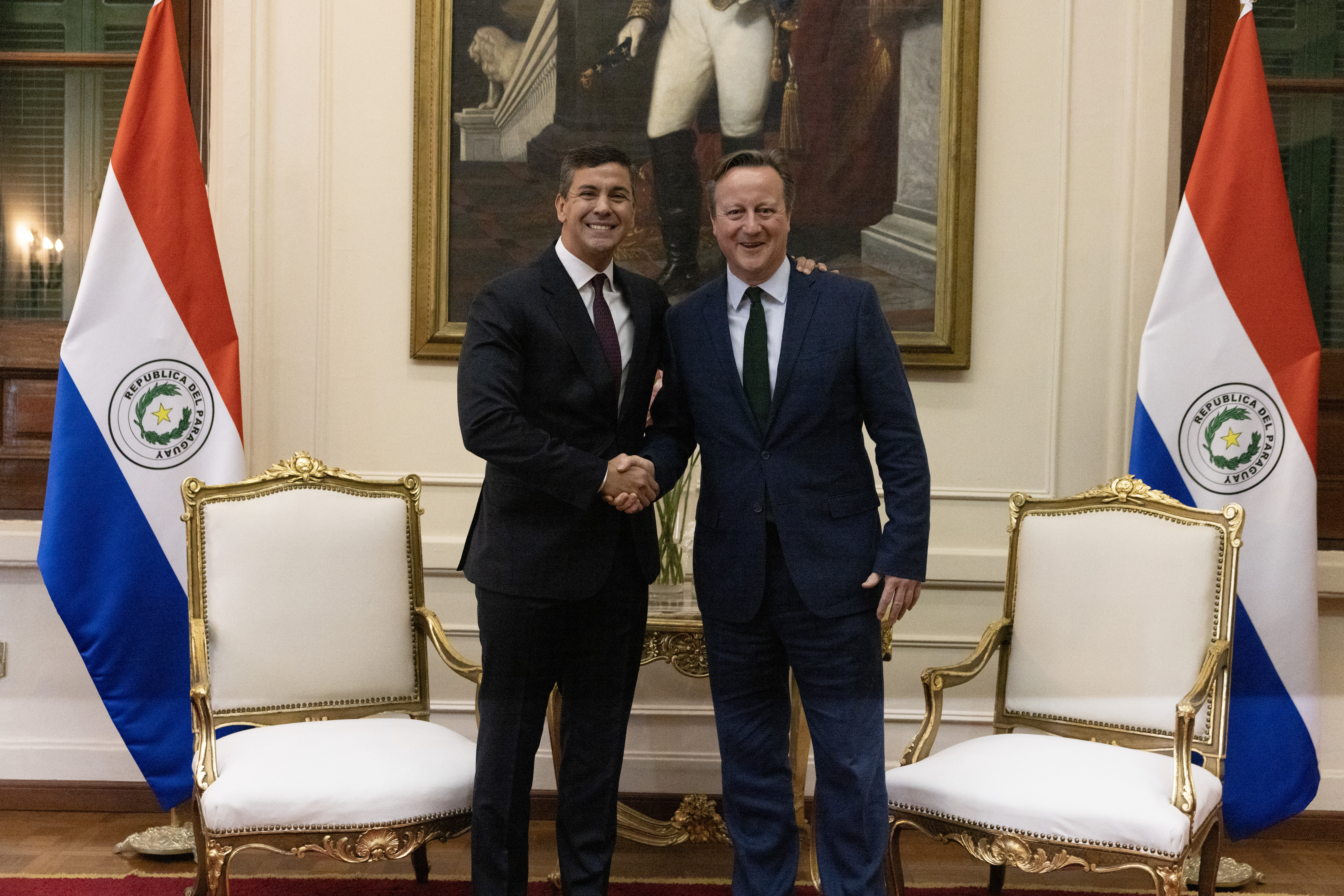
Peña con il ministro degli Esteri britannico ed ex primo ministro David Cameron nel febbraio 2024

In politica estera, Peña si è impegnato a mantenere le relazioni diplomatiche del Paraguay con la Taiwan. In qualità di presidente, il Paraguay ha ristabilito le relazioni diplomatiche con il Venezuela nel novembre 2023; le relazioni erano tese dal 2019. Nel maggio 2023, Peña annunciò che intendeva trasferire l'ambasciata del Paraguay in Israele da Tel Aviv a Gerusalemme dopo aver prestato giuramento come presidente; una scelta già fatta da Horacio Cartes nel 2018 ma annullata da Mario Abdo Benítez nello stesso anno. Peña in seguito espresse apertamente sostegno a Israele durante la guerra tra Israele e Hamas.
Nel febbraio 2023, Peña ha dichiarato in un'intervista a Folha de S.Paulo che la dittatura militare di Alfredo Stroessner aveva portato a "più di 50 anni di stabilità in Paraguay". Peña affermò inoltre che Stroessner era salito al potere a seguito di un colpo di stato ma anche a seguito di un "accordo politico". I commenti di Peña furono criticati da politici e attivisti dell'opposizione, e fu accusato di cercare di attirare elettori conservatori e ultraconservatori all'interno del Partito Colorado.

## Vita privata
Si è sposato nel 1997 con Letizia Ocampos. Due i figli. L'11 giugno 2025 ha subito un attacco informatico da parte di hacker che hanno violato l'account personale sulla piattaforma social X (social network), inserendo un post nel quale si affermava che il Paraguay avrebbe reso il Bitcoin la valuta legale del Paese.